# Prosoplus toekanensis
Prosoplus toekanensis är en skalbaggsart som beskrevs av Stefan von Breuning 1959. Prosoplus toekanensis ingår i släktet Prosoplus och familjen långhorningar.
Artens utbredningsområde är Sulawesi. Inga underarter finns listade i Catalogue of Life.